# Boys and Girls (film, 2000)
Pour les articles homonymes, voir Boys and Girls.
Boys and Girls (Des gars, des filles au Québec) est un film américain de Robert Iscove, sorti en 2000.

## Synopsis
Ryan, un jeune homme coincé et exigeant et Jennifer, une jeune fille romantique pleine d'énergie, sont deux étudiants à Berkeley qui ne s'apprécient définitivement pas. Du moins, c'est l'impression qu'ils ont toujours eue.
À douze ans, leur rencontre a été un véritable désastre. À l'adolescence, ils se détestaient plus que jamais. Mais une fois à l'université, ils s'aperçoivent que leurs différences les ont rapprochés. Une amitié voit le jour entre eux.
Mais dans la vie, le mélange des genres ne fait pas toujours bon ménage. Pendant ces quatre années de fac, ils vont découvrir ce qui différencie les hommes et les femmes dans leurs exigences amoureuses et aussi ce qui arrive lorsqu'une belle amitié donne naissance à une histoire d'amour.

## Fiche technique
- Titre original et français : Boys and Girls
- Titre québécois : Des gars, des filles
- Réalisation : Robert Iscove
- Scénario : Andrew Lowery et Andrew Miller
- Direction artistique : Bo Johnson
- Costumes : April Ferry
- Photographie : Ralf Bode
- Montage : Casey O Rohrs
- Musique : Stewart Copeland
- Production : Jay Cohen, Lee Gottsegen, Murray Schisgal ; Harvey Weinstein, Bob Weinstein, Jeremy Kramer et Jill Sobel Messick (exécutifs)
- Société de production : Punch 21 Productions
- Société de distribution : Dimension Films (États-Unis) ; Bac Films (France)
- Pays d'origine :  États-Unis
- Langue originale : anglais
- Format : couleur - 35 mm - 1,85:1 - son DTS, Dolby Digital, SDDS
- Durée : 94 minutes
- Budget: 35 000 000 dollars [1]
- Box-office  États-Unis : 21 799 652 dollars[1]
- Box-office  France : 75 488 entrées[2]
- Box-office  Mondial : 25 850 615 dollars[1]
- Dates de sortie : 
  - États-Unis : 16 juin 2000[1]
  - France : 11 juillet 2001[2]

## Distribution
- Freddie Prinze Jr. (V. F. : Rémi Bichet ; V. Q. : Martin Watier) : Ryan
- Claire Forlani (V. F. : Barbara Kelsch ; V. Q. : Caroline Dhavernas) : Jennifer
- Jason Biggs (V. F. : Cédric Dumond ; V. Q. : Patrice Dubois) : Steve alias Hunter
- Amanda Detmer (V. F. : Barbara Delsol ; V. Q. : Nadia Paradis) : Amy
- Heather Donahue : Megan
- Alyson Hannigan : Betty
- Monica Arnold : Katie
- Tim Griffin : Timmy (crédité Tim Griffith)

Source et légende : Version française (V. F.) sur Doublagissimo et Version québécoise (V. Q.) sur Doublage Québec.

## Autour du film
Alyson Hannigan et Jason Biggs avait déjà joué ensemble dans American Pie, puis par la suite dans American Pie 2, 3 et 4.